# Oswald Wiener
Oswald Wiener (* 5. Oktober 1935 in Wien; † 18. November 2021 in der Steiermark) war ein österreichisch-kanadischer Schriftsteller, Kybernetiker, Sprachtheoretiker und Gastronom.

## Leben

### Wien 1935–1969
Oswald „Ossi“ Wiener studierte in den 1950er Jahren in Wien Rechtswissenschaft, Musikwissenschaft, afrikanische Sprachen und Mathematik (ohne Abschluss). Parallel zu seiner Tätigkeit als Autor im Rahmen der Wiener Gruppe von 1954 bis 1959 war er als professioneller Jazzmusiker tätig; eine der Bands, in der er Trompete spielte, war Walter Terharens Wirkliche Jazzband. Von 1958 bis 1966 arbeitete er, zum Schluss in leitender Position, für die Firma Olivetti im Bereich Datenverarbeitung.
1968 war er einer der Teilnehmer an der Aktion Kunst und Revolution („Uni-Ferkelei“) am 7. Juni an der Universität Wien, einem der Höhepunkte der Studentenbewegung 1968 in Österreich. Er wurde deswegen zu sechs Monaten Gefängnis verurteilt.

### Deutschland und Kanada 1969–2004
Nach seiner Flucht aus Wien 1969 – es drohte ihm in Österreich auch ein Verfahren wegen Gotteslästerung – lebte er als Gastwirt (Gaststätten „Exil“ und „Axbax“) bis 1986 in Berlin.
Er studierte dort erneut von 1980 bis 1985 Mathematik und Informatik an der TU Berlin und schloss mit einer Promotion ab. Spätestens ab dieser Zeit bestand der Schwerpunkt seiner Arbeit in einer Synthese aus Kognitionswissenschaften und künstlerisch-philosophischer Literatur. Wie er selbst sagte, versuche er, „naturwissenschaftliche Denkweisen auf die Philosophie anzuwenden“.
Oswald Wiener lebte in der Folge im kanadischen Dawson, wurde kanadischer Staatsbürger und zog später in die Marktgemeinde Birkfeld in der Steiermark. Ab 2012 lebte er bis zu seinem Tod in Kapfenstein in der Südoststeiermark.
Von 1992 bis 2004 war er Professor für Ästhetik an der Kunstakademie Düsseldorf.

### Familie
Oswald Wiener war mit der Künstlerin Ingrid Wiener verheiratet. Einer früheren Ehe mit der Künstlerin Lore Heuermann entstammen drei Kinder. Eine Tochter ist Sarah Wiener, die als Fernsehköchin auftritt, mehrere Restaurationsbetriebe in Berlin geführt hat und 2019 ins Europaparlament gewählt wurde. Er wurde am Friedhof der Feuerhalle Simmering bestattet (Abt. 1, Ring 2, Gruppe 3, Nr. 45).

## Bewertungen
Oswald Wiener wird häufig als das theoretische Haupt der sogenannten „Wiener Gruppe“ (1954–1964) bezeichnet. Diese kann neben der Situationistischen Internationale und der „Independent Group“ zu den radikalsten Momenten der Moderne/Postmoderne in Europa in der zweiten Hälfte des 20. Jahrhunderts gerechnet werden.
Oswald Wiener übte Einfluss auf viele zeitgenössische Denker, Autoren und Künstler aus. Zu nennen wären hier unter anderem Reinhard Priessnitz, Elfriede Gerstl, Herbert J. Wimmer, Bodo Hell, Walter Grond, Peter Handke, Friederike Mayröcker, Werner Schwab, Franzobel, Marianne Fritz, Günter Brus, Werner Kofler und Thomas Raab.

## Werke

### Hauptwerk: „die verbesserung von mitteleuropa, roman“
Im Jahr 1958 vernichtete Oswald Wiener seine ab 1954 entstandenen „literarischen Versuche“. In den 1960er Jahren erarbeitete er seinen grundlegenden und folgenreichen Prosatext „die verbesserung von mitteleuropa, roman“, der zunächst in Folgen in der österreichischen Literaturzeitschrift manuskripte erschien und schließlich als Buch (Rowohlt 1969, Neuausgabe 1985) veröffentlicht wurde. In der Auseinandersetzung u. a. mit Ludwig Wittgenstein setzt sich der Text in vielfältiger Weise mit der Allmacht der Sprache auseinander und inwiefern durch diese das Bewusstsein manipuliert wird; das Paradox dieser Auseinandersetzung ist, dass sie mit dem Mittel der Sprache geführt wird. Im Anhang *appendix A: der bio-adapter* entwirft Wiener das Konzept eines „Glücksanzugs“, einer Maschine, die zusehends Körper und Geist des darin Eingeschlossenen übernimmt – was man als einen frühen Entwurf des „Cyberspace“ betrachten kann. Des Weiteren basiert der Text auf Wieners Beschäftigung mit der theoretischen Kybernetik, insbesondere der numerischen Methode. Dieser Dekonstruktionsroman imitiert, ironisiert und zerstört das Genre „Roman des 19. Jahrhunderts“. Aus Ansätzen und Bruchstücken linguistischer (Stichwort „linguistic turn“ in den Kulturwissenschaften) und kybernetischer Denkexperimente entwickelt Wiener ein Modell des durch die Kybernetik bewusstseinsveränderten Menschen. Im Besonderen greift Wiener auch auf psychologische Experimentalmethoden des späten 19./frühen 20. Jahrhunderts, insbesondere der Selbstbeobachtung, zurück, wie sie der Behaviorismus gewissermaßen „verboten“ hatte, in der Absicht, damit bestimmte Aspekte der Funktionsweise der menschlichen Psyche zu verstehen. Damit hat Wiener einige sehr eigenständige Beiträge zum Thema Künstliche Intelligenz geliefert.

### Texte
- Kunst und Revolution, Aktion u. a. mit Otto Muehl und Günter Brus am 7. Juni 1968 an der Universität Wien, siehe: Uni-Ferkelei.
- die verbesserung von mitteleuropa, roman. Rowohlt Verlag, Reinbek bei Hamburg 1969; Neuausgabe 1985, ISBN 3-499-11495-X.
- appendix a (der «bio-adapter»). In: manuskripte. Band 25, 1969.
- als Herausgeber: Josefine Mutzenbacher. Die Lebensgeschichte einer wienerischen Dirne, von ihr selbst erzählt. Im Anhang: Beiträge zur Ädöologie[10] des Wienerischen. Rogner & Bernhard, München 1969 («Bibliotheca Erotica et Curiosa», Anhang S. 285–389); Rowohlt, Reinbek 1978 (Anhang S. 163–248).
Anhang unter dem Titel Der obszöne Wortschatz Wiens, in kondensierter Form ohne Bemerkungen, in den Mutzenbacher-Ausgaben von Michael Farin: Schneekluth, München 1990 (S. 361–461), und Parkland, Stuttgart 1992.
- Subjekt, Semantik, Abbildungsbeziehungen, ein Pro-Memoria. In: manuskripte. Band 29/30, 1970.
- ein verbrechen, das auf dem papier begangen wird. In: Schastrommel. Nr. 2, Berlin 1970.
- Ungefähre Anlage von Günter Brus als Vogel. In: Schastrommel. Nr. 4, Berlin 1970.
- Inhaltsanalyse. Essays über die Interpretation von Texten mit Hilfe quantitativer Semantiken. Ausgewählt und eingeleitet von Oswald Wiener. Rogner & Bernhard, München 1972.
- Dieter Roth: Frühe Schriften und typische Scheiße. Ausgewählt und mit einem Haufen Teilverdautes von Oswald Wiener. Luchterhand, Darmstadt/Neuwied 1973.
- John McCarthy, Claude E. Shannon [Hrsg.]: Automata Studies. Hrsg. der deutschen Ausgabe: Oswald Wiener, Peter Weibel und Franz Kaltenbeck, Rogner & Bernhard, München 1974.
- „Einiges über Konrad Bayer.“ Schwarze Romantik und Surrealismus im Nachkriegs-Wien. In: Die Zeit, Nr. 8, 17. Februar 1978
- Über den Illusionismus. Beitrag zu: Oskar Panizza: Psychopathia criminalis, Matthes & Seitz, München 1978.
- Wir möchten auch vom Arno-Schmidt-Jahr profitieren. Matthes & Seitz, München 1979.
- Eine Art Einzige. In: Verena von der Heyden-Rynsch (Hrsg.): Riten der Selbstauflösung. Matthes & Seitz, München 1982.
- Über das Ziel der Erkenntnistheorie, Maschinen zu bauen die lügen können, d. h. eigentlich nur über einige Schwierigkeiten auf dem Weg dorthin. In: manuskripte. Band 86, 1982 (sowie u. a. in: Jean Baudrillard: Die fatalen Strategien, Matthes & Seitz, München 1985).
- Turings Test. Vom dialektischen zum binären Denken. In: Kursbuch. Band 75, 1984.
- als Evo Präkogler: Nicht schon wieder…! Eine auf einer Floppy gefundene Datei. Matthes & Seitz, München 1990.
- Probleme der Künstlichen Intelligenz. Hrsg. von Peter Weibel. Merve, Berlin 1990.
- Kambrium der Künstlichen Intelligenz. Nachwort zu: Herbert A. Simon: Die Wissenschaften vom Künstlichen. Kammerer & Unverzagt, Berlin 1990, 175-228.
- Schriften zur Erkenntnistheorie. Springer, Wien / New York 1996.
- Literarische Aufsätze. Löcker, Wien 1998.
- Bouvard und Pécuchet im Reich der Sinne. Eine Tischrede. Gachnang und Springer, Bern 1998.
- mit Manuel Bonik und Robert Hödicke: Eine elementare Einführung in die Theorie der Turingmaschinen. Springer, Wien / New York 1998.
- Materialien zu meinem Buch Vorstellungen. Hrsg. von F. Lesák. TU Wien, Wien 2000 (= Ausschnitt. Band 6).
- Über das „Sehen“ im Traum. Zu den Traum-Zeichnungen von Ingrid Wiener. In: Ingrid Wiener: Träume / sogni. Morra, Neapel 2001, S. 3–17.
- Anekdoten zu Struktur. In: Ausschnitt 07. Hrsg. von F. Lesák. TU Wien, Wien 2002, S. 30–45.
- mit Thomas Raab: Computing the motor-sensor map (Short Communication). In: Behavioral and Brain Sciences. Band 27, 2004. S. 423 f.
- Die Kritik liegt am Boden / Kunst im Fäulnisstadium / Musik ist keine Sprache. In: Klaus Sander, Jan St. Werner: Vorgemischte Welt, Suhrkamp Verlag, Frankfurt am Main 2005, S. 170–228, ISBN 978-3-518-12391-1
- Unter LSD/Über LSD. In: manuskripte. Band 171, 2006, S. 5–27.
- Humbug. In: Der Ficker, zweite Folge. hrsg. von Benedikt Ledebur, Innsbruck/Wien 2006, S. 96–116 bzw. 90–110 (deutsch/englisch).
- Über das «Sehen» im Traum, Zweiter Teil. In: manuskripte. Band 178, 2007, S. 161–172.
- Über das «Sehen» im Traum, Dritter Teil. In: manuskripte. Band 181, 2008, S. 132–141.
- Kybernetik und Gespenster. Im Niemandsland zwischen Wissenschaft und Kunst. In: manuskripte. Band 207, 2015, S. 143–162.
- Glossar: Weiser. In: T. Eder, T. Raab (Hrsg.): Selbstbeobachtung. Oswald Wieners Denkpsychologie. Suhrkamp, Berlin 2015, S. 59–98.
- Glossar: figurativ. In: T. Eder, T. Raab (Hrsg.): Selbstbeobachtung. Oswald Wieners Denkpsychologie. Suhrkamp, Berlin 2015, S. 99–141.

### Tonträger
- Selten gehörte Musik. 3. Berliner Dichterworkshop 12./13.7.1973. LP, Edition Hansjörg Mayer, Stuttgart 1974 (Dieter Roth, Gerhard Rühm, Oswald Wiener)
- Selten gehörte Musik. Novembersymphonie (Doppelsymphonie). 2. Berliner Musik-Workshop 15.–26. Nov. 1973. 2LP, Edition Hansjörg Mayer, Stuttgart 1974 (Dieter Roth, Gerhard Rühm, Oswald Wiener)
- Selten gehörte Musik. Münchner Konzert Mai 1974. 3-LP-Set, Edition Hansjörg Mayer, Stuttgart/London/Reykjavík 1975 (Günter Brus, Hermann Nitsch, Gerhard Rühm, Dieter Roth, Oswald Wiener)
- Selten gehörte Musik. Musica Che Si Ascolta Raramente. Das Berliner Konzert November 1974. 3-LP-Set, Edizioni Morra/Pari e Dispari/Edition Hj Mayer, Reggio Emilia/Neapel/Stuttgart 1977 (Christian Ludwig Attersee, Günter Brus, Hermann Nitsch, Arnulf Rainer, Gerhard Rühm, Dominik Steiger, Oswald Wiener)
- Selten gehörte Musik. Tote Rennen. Lieder. LP, Edition Hansjörg Mayer, Stuttgart/London/Reykjavík 1977 (Dieter Roth, Oswald Wiener)
- Selten gehörte Musik. Abschöpfsymphonie. 4-LP-Set, Edition Hansjörg Mayer/Edition Lebeer-Hossmann, Stuttgart/Brüssel/Hamburg 1979 (Christian Ludwig Attersee, Heinz Cibulka, Herbert Hossmann, Hansjörg Mayer, Hermann Nitsch, Paul Renner, Björn Roth, Dieter Roth, Gerhard Rühm, Dieter Schwarz, André Thomkins, Oswald Wiener)
- Sehr selten gehörte Tanzmusik. Kunstmuseum Hannover, "Literanover 80" Festival, 16.11.1980. 2-CD, Tochnit Aleph, Berlin/Kopenhagen 2022 (Christian Attersee, Gerhard Rühm, Oswald Wiener)
- 2:3 – Oswald Wiener zum 65. Geburtstag, hrsg. von Nils Röller und Klaus Sander. Audio-CD, 73 Minuten. Mit Originalbeiträgen von H.C. Artmann, Franz Josef Czernin, Ingrid Wiener und Valie Export, Gerhard Rühm, Ira G. Wool, Michel Würthle, Mario Subassis, Mouse on Mars, Nihilist Spasm Band, Christian Ludwig Attersee, Rosa Pock, Rolf Graf, Thomas Brinkmann, Marcus Schmickler, Wolfgang Müller, John Henry Nyenhuis und Oswald Wiener. supposé, Köln 2000, ISBN 978-3-932513-18-3.
- Animal Music / Tiermusik: Team of Jeremy Roht, West Dawson, Yukon-Territory, aufgenommen von Oswald Wiener und Helmut Schoener, Audio-CD & Booklet, supposé, Köln 2001. ISBN 978-3-932513-25-1[11]
- Wichtel und die Wuchteln: Hämchen Hämchen / Wuchtel und die Wichteln: Wunderschöner junger Mann. CD-Single, supposé, Köln 2007. ISBN 978-3-932513-78-7
- Wichtel und die Wuchteln: Falscher Auerhahn. Konzert Florenz 8.11.2011. Picture-LP, Villa Romana, Florenz 2012.[12] (Rosa Barba, Klaus Sander, Jan St. Werner, Ingrid Wiener, Oswald Wiener)

### Fotografie
Ausstellungen der seinen Lebensbereich in Dawson dokumentierenden Fotografien von Oswald Wiener fanden auf Anregung von Peter Pakesch 2023 im Fotohof in Salzburg und in der Contemporary Fine Arts Galerie in Berlin statt. Dazu erschien die Fotobuch-Publikation:
- Oswald Wiener, DAHEIM. Salzburg: FOTOHOF EDITION, 2023. ISBN 978-3-903334-61-8

## Auszeichnungen
- 1987: Preis der Stadt Wien für Literatur
- 1989: Großer Österreichischer Staatspreis für Literatur
- 1993: Grillparzer-Preis der „Anonymen Aktionisten“
- 1995: Ehrendoktor der Universität Klagenfurt
- 2006: manuskripte-Preis des Landes Steiermark[13]
- 2015: Award for Research in Artistic Technology